# どうぶつの森のイベント一覧
どうぶつの森のイベント一覧（どうぶつのもりのイベントいちらん）は、任天堂のコンピューターゲーム、どうぶつの森のゲーム中で行われる、イベントの一覧である。
本項で用いるシリーズの略称は以下の通り。
- 『どうぶつの森』→初代
- 『どうぶつの森+』→+
- 『どうぶつの森e+』→e+
- 『おいでよ どうぶつの森』→おいでよ
- 『街へいこうよ どうぶつの森』→街へ
- 『とびだせ どうぶつの森』→とびだせ
- 『とびだせ どうぶつの森 amiibo+』→amiibo+
- 『あつまれ どうぶつの森』→あつまれ

また、
太字はイベント名、同行の（ ）内は、開催されるシリーズを表す。

## 年間を通して行われるイベント
- つり大会（全シリーズ）
魚のサイズを競う大会。大会によっては魚を指定されることもある（例・フナ釣り）。主催者：うおまさ→ジャスティン。記録更新のたびに家具がもらえる。
『あつまれ』では3分以内に釣った魚の匹数によってポイントが加算され、得たポイントと家具を交換する仕様となっている。また、トロフィーは累計ポイント数が一定値に達した時に貰える。
- うたの日（おいでよ）
住民が歌（鼻歌）を歌ってくれる日。村メロにすることもできる。
- 運動会（初代～e+）
- ガーデニング大会（おいでよ）
家の周りの花が綺麗に咲いているかを競う大会。
- フリーマーケット（おいでよ・街へ・とびだせ）
家具を住民と売買できる。とびだせではイベントはないが、リサイクルショップ「R・パーカーズ」の「フリーマーケットスペース」で住民と売買できる。
- ホメる日（おいでよ）
住民を褒める日。
- ムシとり大会（おいでよ以降）
ムシの珍しさを競う大会。夏の時期に行われる。主催者：カメヤマさん→レックス。記録更新のたびに家具がもらえる。
『あつまれ』ではつり大会と同様の仕様となっている。

## 季節のイベント

### 1月
- 元旦[1]・初詣・ニューイヤーデイ　（全シリーズ）
1月1日。年の始まり、新年を祝う。年賀状や記念品などがもらえる。
- 大入り袋（+）
- 七草の日（+）
- 一人前の日（+）
- かまくら（初代〜e+）
住民がかまくらを作り、中で過ごしている。ゲームをすることもできる。

### 2月
- グランドホッグデー（e+）
- 節分・豆まきの日（+・街へ・とびだせ）
2月3日。豆を撒くことはできないが、鬼のお面が記念品としてもらえる。
- バレンタインデー（初代〜e+・街へ・とびだせ）

2月14日。手紙などでチョコレートがもらえる。
- カーニバル（街へ・とびだせ・あつまれ）
イースターの46日前（日曜日を除く40日前）。[2]謝肉祭とも呼ばれ、「ベルリーナ」が登場する。

### 3月
- ひなまつり・おとめの日（+・街へ・とびだせ）
3月3日。女の子が主役の日。記念品などがもらえる。
- ホワイトデー（初代・+）
3月14日。
- イースター（街へ・とびだせ・あつまれ）
春分の日以降の満月の日のあとの日曜日。復活祭。「ぴょんたろう」が登場し、家具などがもらえる。広場などにいるぴょんたろうに「地面」、「岩」、「魚」、「海底[3]」、「木」、「空（飛ぶ）」の卵を渡すイベントが開催されている。

### 4月
- スプリングデー（初代、+）
- エイプリルフール（e+・街へ・とびだせ）
4月1日。住民どうしが嘘を言い合う日。とびだせでは「あやしいネコ」が住民に化ける。
- お花見（初代〜e+）
広場などでお花見が開催されている。
- 新緑の日（+、e+）
- アースデイ（あつまれ）

### 5月
- クリーニングデー・ゴミの記念日（+・e+）
- こいのぼり（+・e+）
- こどもの日（初代・+・街へ・とびだせ）
5月5日。男の子が主役の日。
- ははの日（+・e+・街へ・とびだせ）
5月第2日曜日。手紙でカーネーションなどがもらえる。
- メーデー（あつまれ）
- 国際ミュージアムデー（あつまれ）

### 6月
- キャンプテント（e+）
村内でテントを張っている住民とゲームができる。とびだせでは、公共事業でキャンプ場を建てる必要がある。
- 巣立ちの日（e+）
- ちちの日（+・e+・街へ・とびだせ）
6月第3日曜日。父からの手紙が届く。
- 夏至（とびだせ）
6月21日頃。夜になっても、太陽が沈まない白夜のようになる。
- ジューンブライド（あつまれ）

### 7月
- キャンプテント（e+）
村内でテントを張っている住民とゲームができる。
- 七夕（+・街へ・とびだせ）
7月7日。七夕の笹など、記念品がもらえる。
- サマーデー（+）
- ラジオ体操（初代〜e+）
広場でラジオ体操が行われる。

### 8月
- キャンプテント（e+）
村内でテントを張っている住民とゲームができる。
- 花火大会　（全シリーズ）
花火が打ち上げられる。
- 流星群の日（e+）
- 流星を鑑賞する。望遠鏡をもらうことができる。
- お盆（とびだせ）
8月15日頃。先祖に感謝する日。きゅうりのうまがもらえる。
- 開拓者記念日（e+）
- ラジオ体操（初代〜e+）
広場でラジオ体操が行われる。

### 9月
- 村長さんの日（+）
村長さんが主役の日。
- くさの日（とびだせ）
9月3日。生えている雑草を抜いて、村をきれいにする日。商店街に園芸店がオープンされていることが、開催される条件。園芸店を経営している「レイジ」が開催。
- 働きモノの日　（e+）
- お月見・ハーベストムーン（初代〜e+・街へ・とびだせ）
9月中旬頃の満月の日。月見団子など、記念品などがもらえる。
- オータムデー（+）
- 冒険者の日（e+）

### 10月
- マツタケ狩り（初代〜e+）
マツタケを採取する日。
- ハロウィン（初代ーe+・街へ・とびだせ・あつまれ）
10月31日。こわいかぶり物をかぶったり、飴を集めたりする。「パンプキング」が出現する。

### 11月
- ウインターデー（+）
- 村長さんの日（e+）
- オフィサーズデー（e+）
- 働きモノの日（+）
- ハーベストフェスティバル→サンクスギビングデー（e+・街へ・とびだせ・あつまれ）
11月第4木曜日。「フランクリン」が、集めてきた食材で料理を作る日。あつまれでは、名称がサンクスギビングデーに変更された。
- セールデー（e+）
たぬきちの店でセールが行われる。

### 12月
- スノーデー（e+）
- 冬至（とびだせ）
12月21日頃。日中も太陽が昇らない極夜のようになる。
- ゆきだるま作り（+以降）
雪だるまをつくることができる。
- イブイブの日（+・e+）
- クリスマスイブ（初代〜e+・街へ・とびだせ・あつまれ）
12月24日。トナカイの「シングル」が現れて、家具がもらえる。とびだせでは、プレイヤーがプレゼントを配ることができる。
- カウントダウン（全シリーズ）
12月31日。年越しでカウントダウンが始まる。記念品ももらえる。

## その他のイベント
- 自分の誕生日（全シリーズ）
住民が自分（プレイヤー）の誕生日を祝ってくれる日。プレゼントがもらえる。
- 住民の誕生日（おいでよ以降）
住民の誕生日を祝う日。プレゼントをあげる。
- 村の記念日（+・e+・街へ・amiibo+）
村ができた日。プレイヤー(amiibo+では村長)がはじめてゲームをした日に祝う。
- 島の記念日（あつまれ）

## イベントで出現するキャラクター
- うおまさ（つり大会）
- カメヤマさん（ムシとり大会）
- ベルリーナ（カーニバル）
- ぴょんたろう（イースター）
- あやしいネコ（エイプリルフール）
- レイジ（くさの日）
- パンプキング（ハロウィン）
- フランクリン（ハーベストフェスティバル）
- ジングル（クリスマスイブ）
- コトブキ（そんちょう）
- しずえ
- たぬきち
- ジャスティン（つり大会）
- レックス（ムシとり大会）